# Christian Sivebæk
Christian Sivebæk (* 19. Februar 1988 in Vejle, Dänemark) ist ein dänischer ehemaliger Fußballspieler.

## Kindheit
Christian Sivebæk wurde in Vejle geboren, als sein Vater John, der Profi-Fußballer war, beim französischen Erstligisten AS Saint-Étienne spielte.

## Vereinskarriere
Christian Sivebæk begann mit dem Fußballspielen in der Jugendabteilung von Vejle BK. Im Sommer 2004 wechselte er in die Jugendabteilung des FC Midtjylland. Nach zwei Jahren wurde Sivebæk in die Profimannschaft des Vereins hochgezogen, war aber zunächst nur Ersatzspieler. Nachdem er in der Saison 2007/08 zu keinem Einsatz gekommen war, bekam er in der Saison 2008/09 16 Einsätze (ein Treffer). Die Saison darauf wurde er zwar ebenfalls kein Stammspieler, durfte aber auf 23 Einsätze in der Liga blicken, in denen er auf zwei Tore kam.
Des Weiteren erreichte er mit dem FC Midtjylland das Finale des dänischen Pokals, das man mit 0:2 nach Verlängerung gegen den FC Nordsjælland verlor. Sivebæk wurde in diesem Spiel in der 100. Minute eingewechselt.

## Nationalmannschaft
Sivebæk absolvierte vier Partien für die dänische U-18-Nationalmannschaft. Des Weiteren lief er achtmal für die U-19, zweimal für die U-20 und viermal für die U-21 auf.